# OP.GG 스포츠
OP.GG 스포츠(OP.GG SPORTS)는 대한민국의 배틀그라운드 프로게임단이다.

## 연혁

### 배틀그라운드
- 2018년 2월 2일 : OP.GG 정식 창단
- 2018년 6월 1일 : OP.GG Rangers로 팀명 변경
- 2018년 하반기 : OP GAMING Rangers로 팀명 변경
- 2019년 8월 29일 : OP.GG SPORTS로 팀명 변경
- 2021년 8월 : OP.GG Future 및 XCC 창단 (육성군)
- 2021년 9월 : OP.GG X로 통합 및 팀명 변경
- 2021년 12월 : OP.GG X 해체

### 에이펙스 레전드
- 2020년 1월 13일 : OP.GG SPORTS 창단
- 2020년 12월 1일 : 해체

### 발로란트
- 2023년 1월 1일 : OP.GG SPORTS 창단

## 주요 성적

### 배틀그라운드

#### OP.GG 스포츠
- 아프리카TV 펍지 리그 시즌 2 13위
- 2018 핫식스 펍지 서바이벌 시리즈 시즌 2 프로 투어 우승
- 2018 서울컵 OGN 슈퍼매치 9위
- KT 10기가 인터넷 펍지 코리아 리그 2018 하반기 준우승
- 펍지 아시아 인비테이셔널 2019 5위
- 2019 핫식스 펍지 코리아 리그 페이즈 1 우승
- 페이스잇 글로벌 서밋: 펍지 클래식 우승
- 2019 핫식스 펍지 코리아 리그 페이즈 2 8위
- 2019 핫식스 펍지 코리아 리그 페이즈 3 20위
- 배틀그라운드 스매쉬컵 시즌 1 준우승
- PGS: 베를린 대한민국 예선 6위
- 배틀그라운드 스매쉬컵 시즌 2 준우승
- 펍지 콘티넨탈 시리즈 1(아시아) 대한민국 예선 16위
- 펍지 콘티넨탈 시리즈 2(아시아) 대한민국 예선 9위
- 펍지 콘티넨탈 시리즈 3(아시아) 대한민국 예선 6위
- 배틀그라운드 위클리 시리즈 페이즈 2 1주차 우승
- 배틀그라운드 위클리 시리즈 페이즈 2 2주차 우승
- 2020 서울컵 OGN 슈퍼매치 4위
- 펍지 콘티넨탈 시리즈 3(아시아) 4위
- 2020 한일교류전 5위
- 배틀그라운드 스매쉬컵 시즌 3 준우승
- 2020 아프리카TV 펍지 리그 윈터 시즌 23위
- TMC 글로벌 인비테이셔널 4위
- 2021 펍지 위클리 시리즈: 동아시아 프리시즌 16위
- 2021 PGL 아시아 컵 우승 (1주차)
- 2021 펍지 위클리 시리즈: 동아시아 페이즈 1 17위
- 배틀그라운드 스매쉬컵 시즌 4 14위
- TMC 글로벌 인비테이셔널 2021 17위
- 2021 펍지 위클리 시리즈: 동아시아 페이즈 2 16위
- 배틀그라운드 스매쉬컵 시즌 5 14위
- 2021 아프리카TV 펍지 리그 폴 시즌 4위
- 2021 한일교류전 9위
- 2021 레벨업 쇼다운: 펍지 시즌 3 우승
- 2021 아프리카TV 펍지 리그 윈터 시즌 4위
- 배틀그라운드 스매쉬컵 시즌 6 10위
- 2022 펍지 위클리 시리즈: 동아시아 페이즈 1 13위

#### OP.GG X
- 2021 레벨업 쇼다운: 펍지 시즌 3 우승

### 에이펙스 레전드
- ALGS 온라인 #2 - 대한민국 8위
- ALGS 온라인 #3 - 대한민국 5위
- ALGS 온라인 #4 - 대한민국 7위
- ALGS 온라인 #5 - 대한민국 우승
- ALGS 온라인 #6 - 대한민국 5위
- ALGS 슈퍼 리저널 #1 - APAC 북부 7위
- ALGS 슈퍼 리저널 #2 - APAC 북부 9위
- GLL 커뮤니티 컵 #1 - APAC 북부 우승
- GLL 커뮤니티 컵 #2 - APAC 북부 준우승
- ALGS 슈퍼 리저널 #3 - APAC 북부 3위
- GLL 마스터스 서머 - APAC 북부 10위
- GLL 커뮤니티 컵 #4 - APAC 북부 우승
- ALGS 슈퍼 리저널 #4 - APAC 북부 6위
- GLL 커뮤니티 컵 #7 - APAC 북부 8위
- 레이지 아시아 2020 - APAC 북부 7위
- GLL 커뮤니티 컵 #8 - APAC 북부 5위
- GLL 커뮤니티 컵 #9 - APAC 북부 3위
- ALGS 슈퍼 리저널 플레이오프 - APAC 북부 3위
- GLL 커뮤니티 컵 #11 - APAC 북부 7위
- ALGS 어텀 서킷 #1 - APAC 북부 10위
- GLL 커뮤니티 컵 #13 - APAC 북부 5위
- GLL 커뮤니티 컵 #14 - APAC 북부 5위
- ALGS 어텀 서킷 #2 - APAC 북부 7위
- PGL 쇼다운 - APAC 북부 11위
- GLL 커뮤니티 컵 #16 - APAC 북부 8위
- ALGS 어텀 서킷 #3 - APAC 북부 3위
- PGL 쇼다운 - APAC 북부 6위
- ALGS 어텀 서킷 #4 - APAC 북부 준우승

### 발로란트
- 2023 WCG 발로란트 챌린저스 코리아 스테이지 1 7위

## 같이 보기
- 펍지 위클리 시리즈: 동아시아